# Wrelton
Wrelton – wieś w Anglii, w hrabstwie North Yorkshire, w dystrykcie (unitary authority) North Yorkshire. Leży 38 km na północny wschód od miasta York i 310 km na północ od Londynu.